# Кровь и пепел
Кровь и пепел (Героическая поэма) (лит. Kraujas ir pelenai: herojinė poema) — поэма Юстинаса Марцинкявичуса, литовского писателя. Написана в 1961 году. Она повествует о преступлениях фашистов.

## Сюжет
Всех предупредила пастушка Анеле. Немцы ворвались на поля, и вели вперед себя захваченых. Далее автор отступает от повествования, и говорит, что предки немцев истребили бартов, самбов, и натангов. Первым вошел в деревню Пирагас, и начал грабить. Говорили, что у него скопилось добро половины местных евреев. Он имел страстное желание разбогатеть, но Советская власть не дала. Он упорно стоял на своем, и не хотел отступать…
Солдат вошедший в дом Расюки, вовремя вспомнил о жене, и спрятал Расюку в картофельной яме. Тем временем жителей согнали к дому старейшины — Буткуса. Один попытался сбежать, но его застрелили. зондерфюрер Ботель загнал людей в сарай, а Давнису велел спилить крест, стоявший во дворе. Буткус, спасая крест кинул его в огонь, которым жгли сарай, и был застрелен, от чего его сын Пиюс обрел запоздалый дар речи, и закричал, но тоже был застрелен. Все в сарае засуетились и закричали, мужчины высадили двери, но встретили огонь из автоматов. Солдаты ведут Наполиса на казнь. Затем людей по группам загоняли в дома и поджигали.

## Основная идея
В поэме дано ярое порицание нацизма и осуждения тех, кто перешел на сторону врага, и всех его идей. Писатель заставляет задуматься над произошедшим, и посмотреть в будущее: А не может ли такое повториться? Автор призывает помнить. Нацистские солдаты показаны в поэме довольно коварными и беспощадными. Это понятно, когда они стреляют в Солнце из автоматов. Солнце у многих религий ассоциированно с теплом, добром. Так же солнце — символ света и радости.